# Microleptes rallus
Microleptes rallus är en stekelart som beskrevs av Dasch 1992. Microleptes rallus ingår i släktet Microleptes och familjen brokparasitsteklar. Inga underarter finns listade i Catalogue of Life.